# Вишотравка Петруня Пилипівна
Петруня Пилипівна Вишотравка (нар. 1914, село Лосинець Турківського повіту, Австро-Угорщина, тепер Турківського району Львівської області — ?) — українська радянська діячка, ланкова колгоспу, голова виконкому Ільницької сільської ради Турківського району Дрогобицької області. Депутат Дрогобицької обласної ради. Депутат Верховної Ради УРСР 3-го скликання.

## Життєпис
Народилася в родині селянина-бідняка. З дитячих років наймитувала в поміщиків і заможних селян. Одружилася із бідняком Михайлом Вишотравкою, революціонером-підпільником.
Після захоплення Галичини Червоною армією, у 1940 році обиралася депутатом Ільницької сільської ради Турківського району Дрогобицької області.
Під час німецько-радянської війни працювала в сільському господарстві, зазнала переслідувань поліції, переховувалася.
З 1944 року — голова жіночої ради села Ільник, одна з організаторів та у 1945—1950 роках — ланкова колгоспу імені Івана Франка села Ільник Турківського району Дрогобицької області.
У 1947—1951 роках — голова виконавчого комітету Ільницької сільської ради депутатів трудящих Турківського району Дрогобицької області.
Член ВКП(б).
З 1951 року — завідувач дитячого садка та дитячого будинку міста Турки Турківського району Дрогобицької області.